# Tony Abbott
Pour les articles homonymes, voir Tony Abbott (écrivain) et Abbott.
Anthony John Abbott, dit Tony Abbott, né le 4 novembre 1957 à Londres (Angleterre), est un homme d'État australien. Membre du Parti libéral, il est Premier ministre d'Australie du 18 septembre 2013 au 15 septembre 2015. 
Ministre de l'Emploi (2001-2003) puis de la Santé (2003-2007), il est chef du Parti libéral en remplacement de Malcolm Turnbull du 1er décembre 2009, au 14 septembre 2015. Devenu Premier ministre après les élections de 2013, il est mis en minorité au sein du parti par Turnbull en 2015, qui récupère la direction du parti et devient ainsi Premier ministre. Abbott se retire de la vie politique à la suite des élections de 2019.
Le 26 août 2020, Tony Abbott est recruté par le Premier ministre britannique Boris Johnson en tant que coprésident de la Commission du commerce, pour aider à diriger la mission commerciale du Royaume-Uni après le Brexit et faciliter la signature de traités de libre-échange.

## Origines
Né à Londres d'une mère australienne, Fay Abbott (née Peters à Sydney), et d'un père d'origine anglaise, Richard Henry Abbott, né à Newcastle upon Tyne (Angleterre). Richard émigre en Australie au cours de la Seconde Guerre mondiale avec ses parents. Le grand-père maternel de Tony Abbott est né aux Pays-Bas mais est venu en Australie quand il avait cinq ans. Sa grand-mère maternelle est née au pays de Galles.
Le 7 septembre 1960, Tony Abbott et sa famille déménagent en Australie. Il étudie au Saint Ignatius College, dans le quartier de Riverview à Sydney, à l'université de Sydney puis à l'université d'Oxford,. Titulaire d'une Bourse Rhodes, il est successivement séminariste, journaliste et chef du Mouvement monarchiste australien. Abbott est également connu pour ses engagements comme volontaire : pompier et maître-nageur sauveteur,,.

## Débuts en politique
En 1994, Abbott est élu député libéral de la circonscription de Warringah dans la banlieue nord de Sydney. Il est ministre fédéral de l'Emploi de 2001 à 2003, puis de la Santé de 2003 à 2007, dans les gouvernements de John Howard. 
Lorsque le gouvernement de coalition dirigé par John Howard perd les élections de novembre 2007, Brendan Nelson est élu à la tête des libéraux aux dépens de Malcolm Turnbull par 45 voix contre 41. En septembre 2008, lors d'un second vote, Turnbull est cette fois-ci élu par 45 voix contre 41 pour Nelson mais il ne peut pas entamer la popularité de Kevin Rudd et, après une période de division des libéraux au sujet d'un projet de bourse du carbone du gouvernement, Tony Abbott est élu chef du Parti libéral par 42 voix contre 41 pour Turnbull, le 1er décembre 2009.

## Chef de l'opposition
Le gouvernement Kevin Rudd répond à la Crise économique de 2008-2010 par un programme économique de dépense publique Le surplus budgétaire antérieur disparait mais l'Australie évite la récession. Deux chefs successifs du Parti libéral — Brendan Nelson et Malcolm Turnbull — ne parviennent pas à entamer la popularité du Premier ministre Rudd mais Tony Abbot permet aux libéraux de progresser aux dépens du parti travailliste. Communicateur efficace et vigoureux, il critique Rudd comme : « all talk, no action » (« rien que des paroles, aucun acte »).
En tant que chef de l'opposition, Abbott s'oppose au projet bourse du carbone de Rudd comme « un grand impôt sur tout ». Il propose une allocation de maternité nationale. Il continue par ailleurs de participer à des manifestations sportives, participant à une course Ironman et réunissant l'argent pour des œuvres de charité en organisant une compétition cycliste de Melbourne à Sydney. Il déclare qu'il cherche à gagner les voix de la classe ouvrière qui avait soutenu son prédécesseur conservateur John Howard. En Australie, on les appelle les battlers.
La mauvaise gestion de l'argent injecté par le gouvernement dans l'industrie des toitures provoque des feux dans des maisons et une série d'accidents mortels parmi les ouvriers incompétents et le projet est abandonné en avril 2010, avec de grandes indemnités demandées par ceux affectés.[pas clair] Abbott accuse alors le gouvernement d'incompétence. En avril[Quand ?], Kevin Rudd annonce que le gouvernement retarde l'introduction d'une bourse du carbone jusqu'à la prochaine élection. Abbott accuse le gouvernement de poltronnerie. Après un déclin de popularité, Kevin Rudd démissionne le 24 juin 2010, juste avant un vote interne du Parti travailliste qui le remplace par Julia Gillard.
Au cours de la campagne des élections de 2010, Tony Abbott critique le politique fiscale du gouvernement et promet de mettre un terme à trois projets du gouvernement Rudd-Gillard (la taxe sur les super-profits des compagnies minières, le développement d'un réseau national à haut débit, et l'introduction d'une bourse du carbone). Le 21 août 2010 le Parti travailliste de la Première ministre Julia Gillard remporte 72 sièges, autant que le Parti libéral, obligeant chacun des deux camps à courtiser les quatre élus indépendants, verts et un West Australian National afin de former un gouvernement de coalition. Finalement, Abbott ne parvient à rallier qu'un seul élu indépendant et le WA National alors que les trois autres élus indépendants et verts apportent leur soutien au gouvernement Gillard qui est ainsi reconduit.
En 2012, il combat le plan de gestion des océans défendu par les travaillistes visant à créer des sanctuaires marins. Selon lui, une protection excessive de l'environnement entraverait l'activité économique.
Le 26 juin 2013, Gillard est désavouée lors d'un vote de confiance des députés travailliste et Kevin Rudd redevient Premier ministre. Le changement à la tête du parti n'empêche toutefois pas sa défaite lors des élections du 7 septembre.

## Premier ministre d'Australie
Tony Abbott est à la tête de la coalition libérale-nationale qui remporte la victoire lors des élections législatives du 7 septembre 2013. Officiellement désigné Premier ministre par la gouverneure générale, il prête serment le 18 septembre et prend ses fonctions à Canberra, en succédant au travailliste Kevin Rudd. Dans son premier discours, il trace les grandes lignes de sa philosophie de gouvernement :

« Un gouvernement juste est un gouvernement qui gouverne pour tous les Australiens. Y compris ceux qui n'ont pas voté pour lui. Un gouvernement juste a le devoir d'aider chacun à maximiser son potentiel : les aborigènes ; les invalides ; et nos familles oubliées — aussi bien que ceux que Menzies a décrits comme lifters not leaners. Nous ne laisserons pas quiconque seul. »

Son gouvernement introduit immédiatement l'« opération Frontières souveraines » contre les demandeurs d'asile arrivant clandestinement par bateau. Et durant le premier jour de la nouvelle session parlementaire après les élections, il initie l'abrogation de la taxe carbone introduite par le gouvernement travailliste. En 2014 il signe un accord de libre-échange avec la Chine, le principal partenaire commercial de l'Australie.
Il supprime le ministère des sciences, l'Autorité du changement climatique et la Commission du climat. Il annonce également la suppression de la taxe carbone, instaurée en 2012, et qui visait à réduire les rejets de CO2, dont l'Australie est un des plus grands émetteurs en obligeant les 500 entreprises les plus polluantes à acheter des permis d'émission. Le gouvernement approuve en 2014 le rejet dans les eaux de la Grande Barrière de corail de déchets de dragage provenant des travaux d'extension d'un port d'exportation de charbon. Les investissements publics dans les énergies renouvelables chutent de 70 % en 2014.
Il entreprend également de réduire les mesures de protection des océans et de la faune marine. Entré en vigueur à l'été  2018, la nouvelle législation réduit de 400 000 kilomètres carrés la surface des zones marines jusqu’alors interdites à la pêche et à l’exploitation gazière et pétrolière. Seize des quarante-quatre parcs marins perdent toute protection. « De 2013 à 2017, le gouvernement fédéral a dépense beaucoup d'argent pour imaginer un nouveau texte, avec l'appui des lobbys de la pêche industrielle et de plaisance », explique Jessica Meeuwing, directrice du Centre for Marine Futures. Plus de 1 200 scientifiques du monde entier ont exprimé leur inquiétude face à un nouveau plan « consternant ».
Le 14 septembre 2015, Tony Abbott est désavoué lors d'un vote de confiance des parlementaires du Parti libéral. Malcolm Turnbull devient ainsi chef du parti et Premier ministre,. Il perd son siège de député aux élections législatives fédérales de mai 2019, largement battu dans sa  circonscription de Warringah par Zali Steggall, ancienne skieuse olympique et candidate sans étiquette qui a fait campagne sur la nécessité d'agir en réponse au changement climatique, et notamment face à l'impact du changement climatique sur la santé des Australiens. Le journal The Guardian souligne ainsi qu'il a été désavoué par une partie des électeurs de son propre camp, en raison de son refus de prendre au sérieux ce sujet durant ses années au pouvoir,.

## Convictions
Considéré comme un conservateur social, il est catholique et monarchiste. En 2009, il publie le livre Battlelines dans lequel il préconise une réforme constitutionnelle pour accroître les pouvoirs du gouvernement fédéral notamment dans les secteurs de la santé et de l'environnement. Partisan d'un modèle « traditionnel » de la famille, il est opposé à l'euthanasie, à la recherche sur les cellules souches embryonnaires et au mariage homosexuel. Enfin il croit que l'avortement devrait être « sûr, légal et rare » (« abortion should be safe, legal and rare »),,. Il est d'autre part proche des intérêts de l'industrie minière et pétrolière.

### Environnement
Ouvertement climato-sceptique, il qualifie de « connerie absolue » l'attribution du réchauffement climatique à l'activité humaine,. Il estime par ailleurs que le réchauffement climatique « est plutôt une bonne chose, ou du moins, crée plus de bien que de mal ». 

### Affaires aborigènes

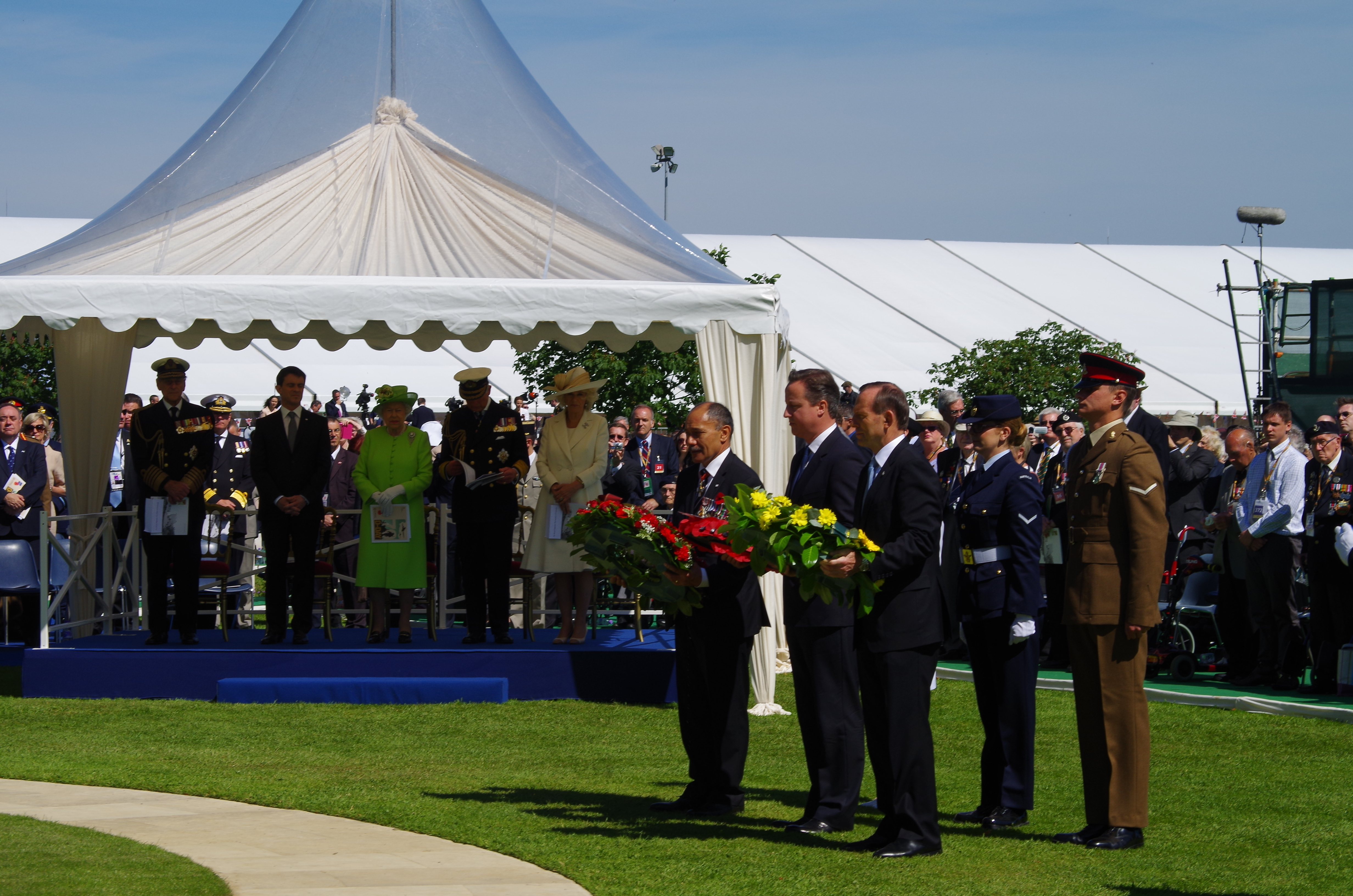
Tony Abbott avec Jerry Mateparae et David Cameron en présence de la reine Élisabeth II, du prince Charles et de Manuel Valls à l'occasion des Commémorations du du débarquement de Normandie.

Abbott affirme que l'amélioration des conditions de vie pour les aborigènes est une priorité personnelle et sera une question de grande importance pour son gouvernement,,,. Comme Premier ministre, il annonce qu'il continuera à être volontaire dans les villages aborigènes de l'intérieur, comme il le fait chaque année depuis 2007. De même, il apporte son soutien à l'avocat conservateur Noel Pearson,. Enfin, il nomme le travailliste Warren Mundine comme conseiller spécial sur la réforme de la constitution, vis-à-vis des affaires aborigènes. Abbott propose une modification de la Constitution de l'Australie pour accorder la reconnaissance aux Australiens aborigènes :

« L'Australie est un pays béni… sauf que nous n'avons jamais fini de faire la paix avec les premiers Australiens. C'est la tache sur notre âme. Notre défi actuel est de faire ce qui aurait dû être fait il y a 200 ou 100 ans — pour reconnaître les peuples indigènes dans notre document fondamental. C'est-à-dire, nous devons nous réconcilier pour les omissions et pour les cœurs insensibles de nos ancêtres, pour nous permettre d'embrasser le futur en tant que peuple uni. »

### Monarchisme
Tony Abbott est un partisan de la monarchie australienne,. Avant d'entrer au Parlement, il est, de 1993 à 1994, directeur exécutif du mouvement Australians for Constitutional Monarchy qui vise à préserver la monarchie constitutionnelle actuelle de l'Australie.